# Alberto Capozzi
Alberto Angelo Capozzi (Sestri Ponente, 8 luglio 1886 – Roma, 27 giugno 1945) è stato un attore italiano, attivo dall'epoca del cinema muto.

## Biografia
Nacque a Sestri Ponente, in provincia di Genova l'8 luglio 1886 da famiglia facoltosa (il padre era armatore) e sembrò destinato al sacerdozio. Nel 1905, attratto dalle scene, fu scritturato nella compagnia di Virgilio Talli e lavorò con Lyda Borelli, Irma Gramatica e Oreste Calabresi.
Scoperto dal cinema, fu scritturato dalla casa di produzione Ambrosio Film di Torino e interpretò il ruolo del bel giovane elegante. Dopo la Grande Guerra lavorò anche all'estero (fu in Francia dal 1928 al 1930). Ritornato in Italia, con l'avvento del sonoro lavorò in molti film e, grazie alla sua perfetta dizione, diventò anche doppiatore. In quell'epoca, Alberto Capozzi partecipò ad uno dei più curiosi stratagemmi per doppiare i dialoghi in lingua straniera: venivano aggiunte delle scene e gli attori italiani raccontavano ciò che gli altri attori americani si erano detti poco prima.
Ritornò a Genova nel 1942 per girare con Gilberto Govi il film Colpi di timone. L'ultima sua apparizione sullo schermo è del 1942, nel film La freccia nel fianco, di Alberto Lattuada con Mariella Lotti e Leonardo Cortese. Il film fu interrotto dalle vicende dell'Armistizio e ripreso da Carlo Ponti, dopo la liberazione di Roma.
Capozzi morì a Roma il 27 giugno 1945 e riposa nella tomba di famiglia al campo 1 del cimitero dei Pini Storti a Sestri Ponente.

## Filmografia parziale
- Siegfried, regia di Mario Caserini (1908)
- Luigi XI, re di Francia, regia di Luigi Maggi (1909)
- Spergiura!, regia di Luigi Maggi e Arturo Ambrosio (1909)
- Nerone, regia di Luigi Maggi e Arturo Ambrosio (1909)
- Torquato Tasso, regia di Luigi Maggi (1909)
- Parsifal, regia di Mario Caserini (1909)
- Signori ladri, regia di Luigi Maggi (1909)
- Amore e patria, regia di Luigi Maggi (1909)
- Il pianoforte silenzioso, regia di Luigi Maggi (1910)
- Il corriere dell'imperatore, regia di Luigi Maggi (1910)
- La fucina, regia di Luigi Maggi (1910)
- La vergine di Babilonia, regia di Luigi Maggi (1910)
- Alibi atroce, regia di Luigi Maggi (1910)
- Il segreto della fidanzata, regia di Luigi Maggi (1910)
- Didone abbandonata, regia di Luigi Maggi (1910)
- Il granatiere Roland, regia di Luigi Maggi (1911)
- Sisto V, regia di Luigi Maggi (1911)
- Il debito dell'Imperatore, regia di Luigi Maggi (1911)
- La tigre, regia di Luigi Maggi (1911)
- Salambò, regia di Arturo Ambrosio (1911)
- Nozze d'oro, regia di Luigi Maggi (1911)
- Il convegno supremo, regia di Luigi Maggi (1911)
- Santarellina, regia di Mario Caserini (1912)
- La nave, regia di Edoardo Bencivenga (1912)
- I mille, regia di Alberto Degli Abbati (1912)
- Il carabiniere, regia di Ubaldo Maria Del Colle ed Ernesto Maria Pasquali (1913)
- I due sergenti, regia di Eugenio Perego (1913)
- Spartaco, regia di Giovanni Enrico Vidali (1913)
- Ultimo convegno, regia di Giovanni Enrico Vidali (1913)
- Il romanzo di un giovane povero (1914)
- Il supplizio dei leoni, regia di Luigi Mele (1914)
- Gli emigranti, regia di Gino Zaccaria (1915)
- Vita venduta, regia di Alberto Capozzi (1915)
- Il fiacre n. 13, regia di Alberto Capozzi e Gero Zambuto (1917)
- Il romanzo di Maud, regia di Diana Karenne (1917)
- Principessa misteriosa, regia di Herbert Brenon (1920)
- La casa sotto la neve, regia di Gennaro Righelli (1922)
- Un mondo scomparso (Eine versunkene Welt), regia di Alexander Korda (1922)
- Profanazione, regia di Eugenio Perego (1924)
- La donna perduta, regia di Domenico Gambino (1940)
- Marco Visconti, regia di Mario Bonnard (1941)
- Turbine, regia di Camillo Mastrocinque (1941)
- La cena delle beffe, regia di Alessandro Blasetti (1942)
- La donna è mobile, regia di Mario Mattoli (1942)[3]
- Colpi di timone, regia di Gennaro Righelli (1942)
- La donna del peccato, regia di Harry Hasso (1942)
- Orizzonte di sangue, regia di Gennaro Righelli (1943)
- Nessuno torna indietro, regia di Alessandro Blasetti (1943)[4]
- Piazza San Sepolcro, regia di Giovacchino Forzano (1943)
- La freccia nel fianco, regia di Alberto Lattuada (1945)